# 38 (nombre)
« Trente-huit » redirige ici. Pour l'année, voir 38.
Le nombre 38 (trente-huit) est l'entier naturel qui suit 37 et qui précède 39.

## En mathématiques
Le nombre 38 est :
- un nombre composé brésilien car 38 = 2218.
- un nombre nontotient, car il n'y a pas de solution à l'équation {\displaystyle \varphi (x)=38\,}, où {\displaystyle \varphi \,} est l'indicatrice d'Euler.
- la somme des carrés des trois premiers nombres premiers.
- le premier entier naturel non divisible par aucun de ses chiffres, à former une paire avec son prédécesseur similaire.
- le nombre dont la factorielle donne le 16e nombre premier factoriel +1.

## Dans d'autres domaines
Le nombre 38 est aussi :
- Le numéro atomique du strontium, un métal alcalino-terreux.
- le numéro de la sourate Sad dans le Coran.
- Le nombre d'emplacements dans une roulette américaine.
- Années historiques : -38, 38 ou 1938.
- Le n° du département français, l'Isère.
- Ligne 38
- Le nombre d'années de mariage des noces de mercure.
- Au Canada, la loi C-38, qui a légalisé le mariage homosexuel.
- Dans l'univers de fiction Stargate, un vortex ne peut rester ouvert que 38 minutes.
- 38 Témoins est un film français écrit et réalisé par Lucas Belvaux, sorti en 2012.
- Avant la saison 2023-2024, la Ligue 1 de football professionnel en France comptait 38 journées, dont 19 "à domicile" pour chacune des 20 équipes participantes, et sans compter le(s) match(es) de barrage final entre une équipe de bas de classement de Ligue 1, et une de haut de classement de Ligue 2...